# Клежань
Клежань, Клежані (рум. Clejani) — село у повіті Джурджу в Румунії. Входить до складу комуни Клежань.
Село розташоване на відстані 33 км на південний захід від Бухареста, 50 км на північний захід від Джурджу, 148 км на південь від Брашова.

## Населення
За даними перепису населення 2002 року у селі проживали 1896 осіб.
Національний склад населення села:
| Національність | Кількість осіб | Відсоток |
| -------------- | -------------- | -------- |
| румуни         | 1538           | 81,1%    |
| цигани         | 357            | 18,8%    |

Рідною мовою назвали:
| Мова      | Кількість осіб | Відсоток |
| --------- | -------------- | -------- |
| румунська | 1652           | 87,1%    |
| циганська | 244            | 12,9%    |